# Wahnesia saltator
Wahnesia saltator – gatunek ważki z rodziny Argiolestidae. Owad ten jest endemitem Papui-Nowej Gwinei.
Gatunek ten znany jest tylko z miejsca typowego położonego na wysokości 1550 m n.p.m. na północnych zboczach Mount Dayman w prowincji Milne Bay na Nowej Gwinei; okazy typowe odłowiono tam w 1953 roku.